# Ngũgĩ wa Thiong'o
Ngũgĩ wa Thiong'o (Kamirithu, 5. siječnja 1938. – Buford, 28. svibnja 2025.) bio je kenijski pisac.
Jedno vrijeme je pisao na engleskom, a danas piše na gikuyu jeziku. Njegov opus čine: romani, drame, kratke priče, eseji, akademske studije, kritike i knjige za djecu. Osnivač je i urednik časopisa na jeziku gikuyu „Mutiiri”. Ngũgĩ je nakon izlaska iz kenijskog zatvora 1977. otišao u egzil, od tada živi u SAD-u, a godinama je predavao na Yaleu, kao i na Sveučilištu New York i Kalifornijskom sveučilištu Irvine. Njegova kratka priča „The Upright Revolution: Or Why People Walk Upright” prevedena je na stotinjak jezika diljem svijeta i najprevođenija je afrička kratka priča.
Godine 1977. pokrenuo je novi oblik kazališta u svojoj rodnoj Keniji, koji je nastojao osloboditi kazališni proces od onoga što je vidio kao "opći buržoaski obrazovni sustav", potičući spontanost i sudjelovanje publike u izvedbama. Njegov je projekt nastojao "demistificirati" kazališni proces i izbjeći "proces otuđenja [koji] proizvodi galeriju aktivnih zvijezda i nediferenciranu masu zahvalnih obožavatelja" što, prema Ngũgĩ, potiče pasivnost kod "običnih ljudi". Iako je njegova znamenita drama, „Ngahika Ndenda”, koju je napisao zajedno s Ngũgĩ wa Miriijem, bila komercijalno uspješna, autoritarni kenijski režim zabranio ju je šest tjedana nakon izlaska.
Ngũgĩ je kasnije bio u zatvoru više od godinu dana. Usvojen kao zatvorenik savjesti od strane Amnesty Internationala, umjetnik je pušten iz zatvora i pobjegao je iz Kenije. Trenutno je u Sjedinjenim Američkim Državama uvaženi profesor komparativne književnosti i engleskog jezika na Kalifornijskom sveučilištu u Irvineu. Također je prethodno predavao na Sveučilištu Northwestern, Sveučilištu Yale i Sveučilištu New York. Ngũgĩ je često smatran mogućim kandidatom za Nobelovu nagradu za književnost. Dobitnik je međunarodne nagrade Nonino 2001. u Italiji, te nagrade Park Kyong-ni 2016. godine. Među njegovom djecom su književnici: Mokoma wa Ngugi i Wanjiku wa Ngugi.